# 庆昇源酒
庆昇源酒是河北唐山丰南区出产的一种白酒，源于1938年，五位股东集资成立酒坊，第二次国共内战后被公私合营，后数度改制、易名，现在出产的庆昇源酒虽以原来的传统技艺生产，但因生活水平提高，人们口味改变，所以现产品和几十年前之产品已有所不同。